# Theodor Wundt
Theodor Wundt (ur. w 1858 r., zm. 15 sierpnia 1929 r. w Monachium) – zawodowy żołnierz, oficer armii pruskiej, następnie niemieckiej (doszedł do rangi generała). Jednocześnie znakomity alpinista niemiecki, który odegrał dużą rolę w dziejach taternictwa zimowego.

## Działalność alpinistyczna
Wspinał się latem w Alpach (zwłaszcza w Dolomitach) i w Tatrach (1882 r.). Z zimą wysokogórską zapoznał się po raz pierwszy podczas swego drugiego pobytu w Tatrach, w kwietniu 1884 r. Wraz z przewodnikiem Jakubem Horvayem z Nowej Leśnej dokonał wówczas pierwszego wejścia zimowego na Rysy (od Popradzkiego Stawu przez Wagę) oraz na Krywań. Był też na Sławkowskim Szczycie, a także przeszedł przez Przełęcz pod Kopą i Polski Grzebień. Próba wejścia na Mięguszowiecką Przełęcz pod Chłopkiem i atak na Wysoką nie powiodły się.
Trzecia wyprawa tatrzańska Wundta miała miejsce w grudniu 1891 r. Najpierw samotnie dokonał pierwszego wejścia zimowego na Skrajną Basztę, Pośrednią Basztę i Osterwę. Następnie, znowu z Jakobem Horvayem, dokonał pierwszego wejścia zimowego na Łomnicę i Lodowy Szczyt. Na wszystkich wycieczkach z Horvayem prowadzącym był Wundt. Zimowe wyczyny tatrzańskie Wundta, zwłaszcza wejście na Łomnicę i Lodowy Szczyt, były w owych czasach zupełnie wyjątkowymi wyczynami i stanowiły szczytowe osiągnięcia taternictwa zimowego w okresie wielu jeszcze następnych lat.
W Alpach największym sukcesem Wundta były pierwsze wejścia zimowe na Cima Piccola i Cima Grande w Dolomitach w grudniu 1892 r. Było to wówczas znaczącym rekordem światowego alpinizmu zimowego.
W Alpach jego partnerami wspinaczkowymi byli m.in. przewodnicy z Dolomitów Michele Bettega i Sepp Innerkofler, Antonio Dimai oraz jedna z pierwszych kobiet, uprawiających wówczas ten sport – Jeanne Immink (1853–1929).

## Działalność pisarska
Na temat swych wypraw i w ogóle alpinizmu Wundt wydał szereg książek, m.in. Die Besteigung des Cimone della Pala (1892), Das Matterhorn und seine Geschichte (1896), Die Jungfrau und das Berner Oberland (1897) czy Matterhorn. Ein Hochgebirgs-Roman (1916). Opisy jego zimowych wycieczek tatrzańskich ukazały się najpierw w tłumaczeniu węgierskim, później we fragmentach po niemiecku. Opis całej swej działalności górskiej ogłosił Wundt po niemiecku dopiero w swej autobiograficznej książce pt. Ich und die Berge. Ein Wanderleben (1917).
Położył też wielkie zasługi na polu fotografii wysokogórskiej – jako jeden z pierwszych wykonywał zdjęcia wspinaczkowe.